# Copa Ciudad Viña del Mar 1997
La Copa Ciudad Viña del Mar 1997, octava edición correspondiente al mencionado año del tradicional torneo Copa Ciudad Viña del Mar, tuvo como participantes al local Everton, Colo-Colo, Saint Gallen (Suiza) y Copenhague (Dinamarca).  
En esta oportunidad el trofeo que ganará el campeón es conocido como “Copa Cerveza Cristal”, debido a que fue donado por la compañía cervecera chilena.
En la primera ronda se enfrentaron  Saint Gallen (Suiza) y Everton resultando ganador el equipo suizo.  En la otra llave Colo-Colo accedió a la final tras vencer 1-0 a Copenhague (Dinamarca).
En el encuentro por el tercer puesto Everton derrotó 1-0 a Copenhague, y en la final del torneo Colo-Colo ganó 3-0 a Saint Gallen (Suiza).

## Programación
| Partido   | Fecha                |
| --------- | -------------------- |
| Semifinal | 30 de enero de 1997  |
| 3º Puesto | 1 de febrero de 1997 |
| Final     | 1 de febrero de 1997 |

## Desarrollo

### Semifinales
| 30 de enero de 1997 | Everton | 0:1 (0-0) | Saint Gallen (Suiza) | Estadio Sausalito, Viña del Mar |  |
|                     |         |           |                      | Asistencia: 7.000 espectadores  |  |

| 30 de enero de 1997 | Colo-Colo       | 1:0 (1-0) | Copenhague (Dinamarca) | Estadio Sausalito, Viña del Mar                           |                                                           |
|                     | Héctor Tapia 5' |           |                        | Asistencia: 7.000 espectadores Árbitro(s): Eduardo Gamboa | Asistencia: 7.000 espectadores Árbitro(s): Eduardo Gamboa |

### Tercer lugar
| 1 de febrero de 1997 | Everton           | 1:0 (1-0) | Copenhague (Dinamarca) | Estadio Sausalito, Viña del Mar                           |                                                           |
|                      | Raúl Palacios 35' |           |                        | Asistencia: 8.000 espectadores Árbitro(s): Néstor Mondría | Asistencia: 8.000 espectadores Árbitro(s): Néstor Mondría |

### Final
| 1 de febrero de 1997 | Colo-Colo                                                           | 3:0 (0-0) | Saint Gallen (Suiza) | Estadio Sausalito, Viña del Mar                                |                                                                |
|                      | Marcelo Espina 48' · Fernando Vergara 57' · Héctor Tapia 70' (pen.) |           |                      | Asistencia: 8.000 espectadores Árbitro(s): Salvador Imperatore | Asistencia: 8.000 espectadores Árbitro(s): Salvador Imperatore |

## Campeón
| Chile               |
| Colo-Colo 3º título |